# Břevnov

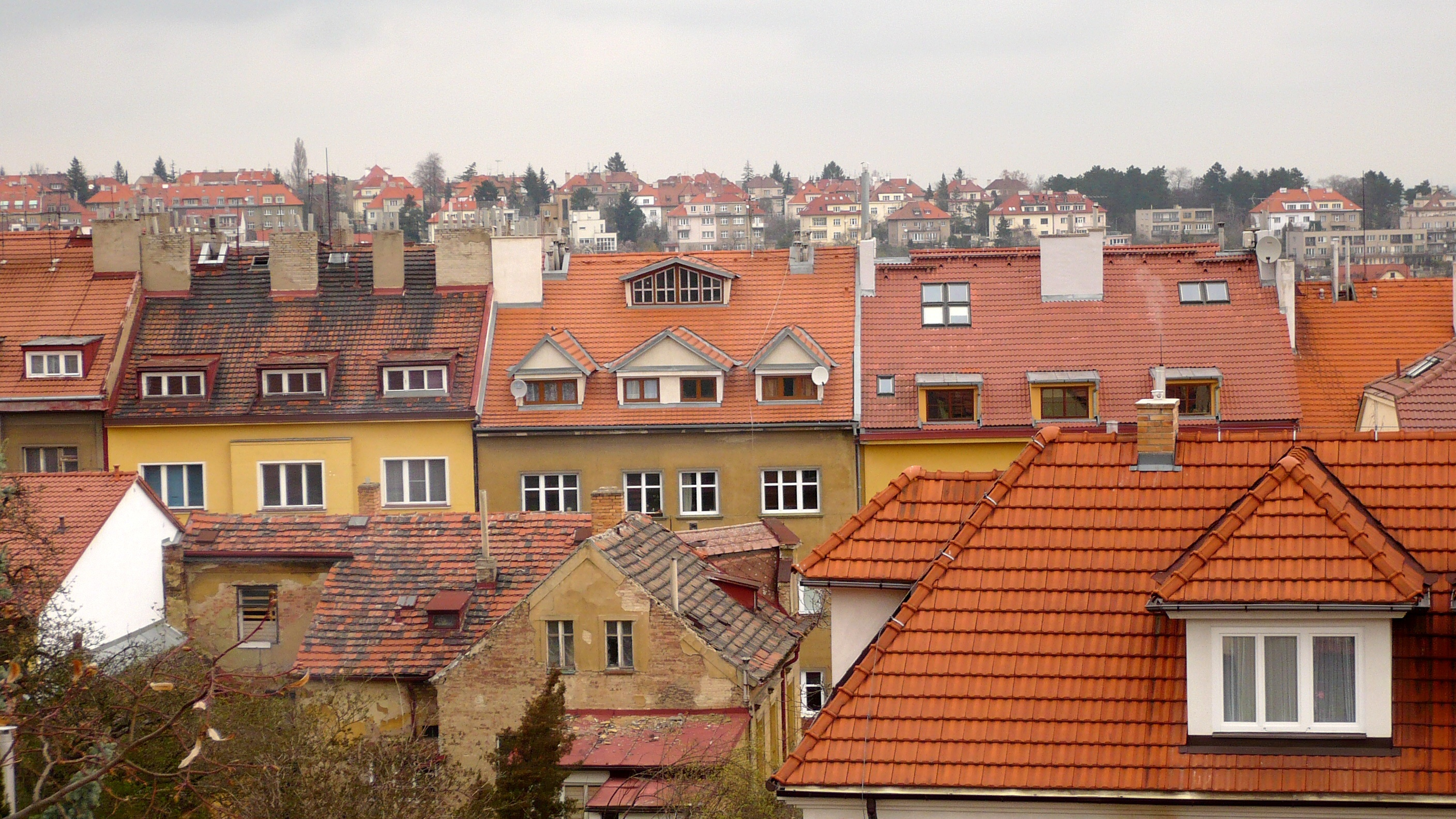
Břevnov

Břevnov est un quartier situé au nord-ouest de Prague.

## Histoire
Mentionné pour la première fois au Xe siècle, l'histoire de Břevnov est longtemps liée au monastère de Břevnov. Il est élevé au rang de ville le 27 avril 1907 par l'empereur François-Joseph Ier d'Autriche puis intégré dans le « grand Prague » en 1922. À Břevnov est situé l'Hôpital militaire central.